# 若林厚史
若林厚史（日语：／ Wakabayashi Atsushi，1964年12月10日—），日本男性動畫師、人物設計師、動畫演出家、動畫導演。出身於栃木縣。

## 來歷
若林厚史在龍之子動畫技術研究所工作後，1990年代擔任《幽☆遊☆白書》、《熱鬥小馬》等作品的作畫監督，主要支援Studio Pierrot作品的動畫製作。在《火影忍者》中，他負責第30、71、133話的分鏡、演出、作畫監督及原畫，並受到關注。此後，他將工作範圍擴展到其他公司的作品，但往往只參與分鏡。他在製作現場的暱稱是。
2009年，以《豹頭王傳說》首次擔任導演。
自2013年起，他也擔任由Studio Pierrot創始人布川郁司創立的NUNOANI塾的講師。

## 參加作品

### 電視動畫
1989年
- 亂馬½ (1989年版)（原畫）
- 亂馬½ 熱鬥篇（—1992年，原畫）
- 獸神萊卡（原畫）

1991年
- 橫山光輝 三國志（—1992年，作畫監督）

1992年
- 幽☆遊☆白書（—1995年，作畫監督、原畫）

1994年
- 美少女戰鬥隊（OP動畫）

1995年
- NINKU -忍空-（—1996年，作畫監督、原畫）

1996年
- 熱鬥小馬（—1997年，作畫監督、原畫）

1997年
- 烈火之炎（—1998年，人物設定[2][3]、作畫監督、原畫）

1998年
- 波波羅古洛伊斯物語（—1999年，作畫監督、原畫）

1999年
- 微星小超人（日语：ミクロマン・マグネパワーズ#TVアニメ）（動畫人物設定）
- 麻辣教師GTO（—2000年，原畫）
- 狂野歷險 Twilight Venom（日语：ワイルドアームズ トワイライトヴェノム）（分鏡）

2001年
- 沙漠的海賊！隊長庫珀（日语：砂漠の海賊!キャプテンクッパ）（人物設定、作畫監督）

2002年
- 攻殼機動隊 STAND ALONE COMPLEX（分鏡、演出）
- 十二國記（—2003年，生物設計、概念設計）
- 火影忍者（—2007年，分鏡、演出、作畫監督、原畫）

2004年
- 巖窟王（分鏡）
- 戀風（分鏡）
- 風人物語（分鏡）
- 御伽草子（—2005年，分鏡）

2005年
- 學園愛麗絲（分鏡）
- 地獄少女（分鏡）
- 到另一個你的身邊去（—2006年，分鏡）

2006年
- 東京暴族2（日语：TOKYO TRIBE2）（—2007年，分鏡）

2007年
- 火影忍者疾風傳（—2017年，分鏡、演出、作畫監督、原畫）

2009年
- 豹頭王傳說（導演[4][5]、分鏡、演出）

2010年
- 海月姬（分鏡）

2011年
- BLEACH（死神圖鑑原畫、分鏡、原畫）

2012年
- 王者天下（分鏡、原畫）

2013年
- 戰姬絕唱SYMPHOGEAR G（分鏡）

2014年
- 佛朗明哥武士（分鏡）
- 巴哈姆特之怒 GENESIS（演出、作畫監督）

2015年
- 牙狼〈GARO〉 -紅蓮之月-（導演、分鏡）

2017年
- 巴哈姆特之怒 VIRGIN SOULS（演出）

2018年
- 甜心戰士 Universe（演出）

2019年
- BORUTO -火影新世代- NARUTO NEXT GENERATIONS-（分鏡）

2021年
- 妖怪學園Y ～第N類接觸～（日语：妖怪学園Y 〜Nとの遭遇〜）（分鏡）
- 魔卡派對（分鏡）
- 王者天下 (第3系列)（分鏡）
- 百萬噸級武藏（分鏡）

2023年
- BLEACH 千年血戰篇 -訣別譚-（動作效果作畫監督）

2024年
- BLEACH 千年血戰篇 -相剋譚-（動作效果作畫監督[6]）

### 電影動畫
2001年
- 劇場版 幻想魔傳 最遊記：Requiem 獻給落選者的安魂曲（原畫）

2011年
- 劇場版 火影忍者：火熱的中忍考試！鳴人VS木葉丸（原畫）

### OVA
1993年
- 永遠的法蓮娜（日语：永遠のフィレーナ）（原畫）
- 我是大哥大!!（原畫）

1995年
- 魔物獵人妖子²（原畫）

1996年
- 孃樣搜查網（原畫）

### 網路動畫
2022年
- 莎木 the Animation（演出）

## 相關項目
- 日本動畫師列表（日语：アニメ関係者一覧）